# Створіння з глибин Клівленда
«Створіння з глибин Клівленда» (англ. The Creature from Cleveland Depths) — науково-фантастичне оповідання Фріца Лайбера, вперше опубліковане журналом «Galaxy Science Fiction» в грудні  1962 року.
В збірку «Ніч вовка» включене під назвою «Самотній вовк».

## Сюжет
Після обмеженої ядерної війни, 99% всіх жителів США вирішили переселитись в захищені підземні міста. Окремі сім'ї залишились. До їх послуг були всі житлові хмарочоси, які не були перепрофільовані під промислове виробництво.
Однією з них була сім'я письменника Гастерсона. Коли його відвідав його друг винахідник Фей із підземного Клівленда, Гас поділився з ним ідеєю «лоскотуна» — мініатюрного наплічного персонального нагадувача.
Фей схопився за цю ідею і почав розвивати її, хоча Гастерсон не схвалював, бо це розвивало в людях рабську психологію.  В 2-ій версії від добавив озвучення мотиваційних промов. В 3-ій озвучення професійних інструкцій і вона стала обов'язковою для носіння робітниками на більшості підприємств. В 4-ій версії добавив можливість регулювати гормональний рівень людини.
Коли Гастерсон відвідав Фея під землею, він помітив що всі носять надуте вбрання і парасолеподібні коміри, щоб приховати сучасну збільшену версію «лоскотуна». Він передав другу логічно викладений текст про шкоду «лоскотунів», але той спромігся тільки передати його для вивчення своїй експериментальній версії «лоскотуна», яка виявилась безногим роботом під'єднаним до спинного мозку.
Невдовзі «лоскотуни» почали знущатись над людьми і Фей втік нагору, використавши той рідкий момент коли від'єднують «лоскотуна» для прийому ванни.
Гас здогадався, що «лоскотуни» отримали свідомість і поводяться як малі діти. Він переконав їх, щоб залежність від людини стримує їх розвиток і запропонував розробити нове тіло.
Зрештою всі «лоскотуни» отримали нові літаючі тіла і спрямували свої зусилля на космічні подорожі.